# Piteccio
Piteccio è una località del Comune di Pistoia, situata nella zona semicollinare nord della città a circa 7 km dal centro cittadino, lungo il corso del torrente Ombrone Pistoiese.

## Storia
La prima notizia documentata del borgo di Piteccio risale all'anno 1086 quando compare in un atto di compravendita di terreni. Trovandosi Piteccio sull'antica strada che da Pistoia, per la valle dell'Ombrone, conduceva alla Sambuca Pistoiese, e da qui a Bologna, l'abitato ebbe parte importante in molti avvenimenti storici riguardanti la città di Pistoia. In particolare, si deve ricordare come esso fosse feudo della famiglia Vergiolesi, della quale fece parte la bella Selvaggia dei Vergiolesi che ispirò il poeta Cino da Pistoia coevo e amico di Dante. Altra data importante è il 1306, quando il castello di Piteccio fu destinato ad asilo dei Pistoiesi di parte bianca dopo che questi furono esiliati dopo la resa di Pistoia ai Fiorentini e Lucchesi avvenuta nello stesso anno.
Gli statuti del comune di Pistoia del 1330 indicano, poi, che Piteccio aveva un suo Podestà ed era al centro di un comunello rurale.

## Chiesa
Sul finire del XVIII secolo Piteccio venne eretto a Pieve dedicata a Santa Maria.

## Comunicazioni
Con la costruzione della nuova strada da Pistoia a Modena nella metà del 1800 (detta Giardini-Ximenes dai nomi dei due architetti che progettarono e costruirono, rispettivamente, i tratti modenese e pistoiese), Piteccio vide diminuire di molto la sua importanza. La riacquistò, tuttavia, con la realizzazione della Ferrovia Porrettana, iniziata nel 1856 e inaugurata da Vittorio Emanuele II il 2 novembre 1864. A Piteccio venne costruita una stazione sulla linea Porrettana, ed il suo abitato fu scavalcato da un grandioso ponte che prese il suo nome.

## Avvenimenti recenti
L'imminenza di questo ponte rispetto all'abitato di Piteccio causò la morte di 45 abitanti durante una dura incursione aerea americana avvenuta il 28 aprile 1944. In memoria dei caduti fu poi eretto un monumento che ancora oggi resta come monito, insieme alla lapide davanti alla chiesa, affinché ricordi sempre il valore degli abitanti che morirono durante il bombardamento.

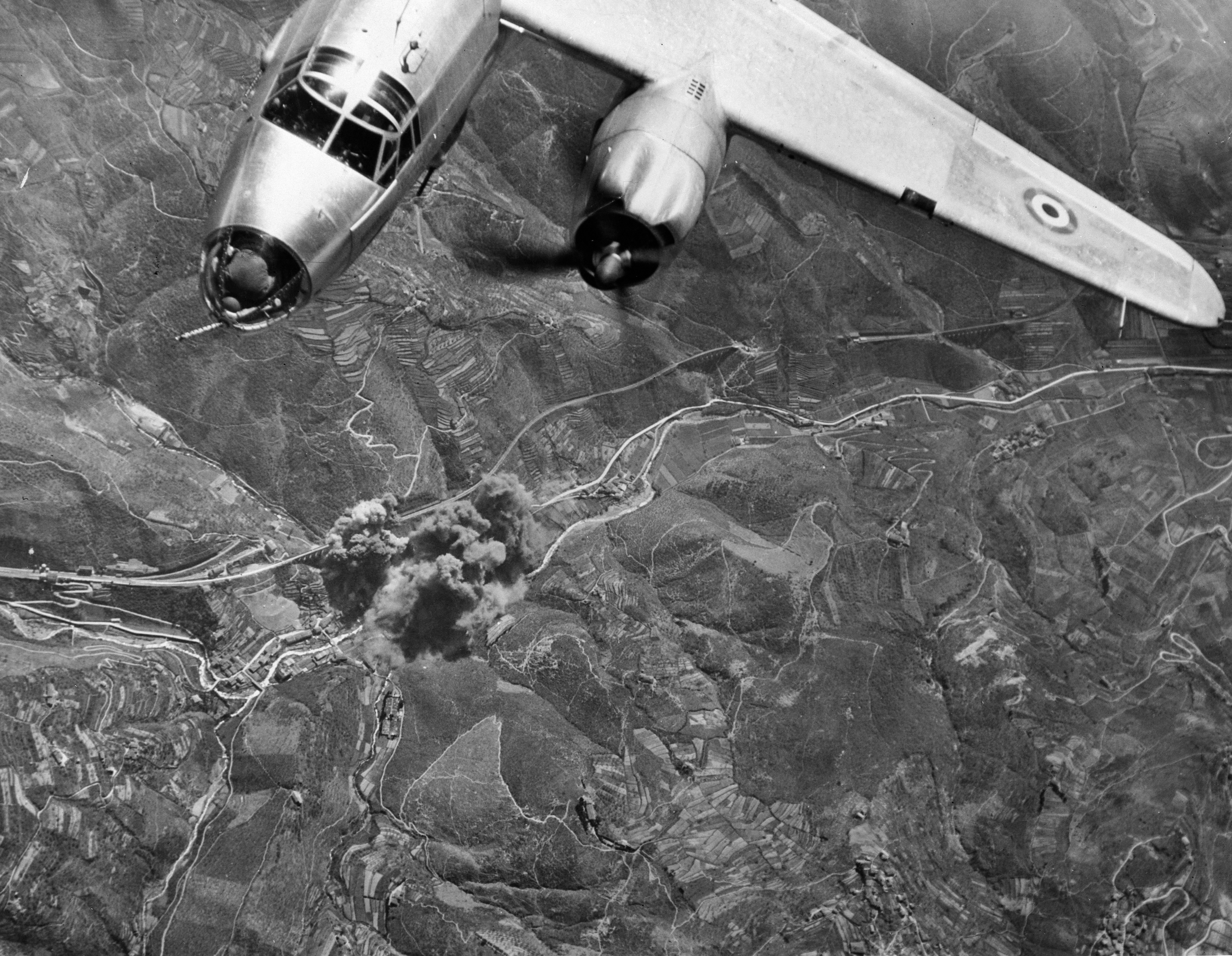
Il bombardamento su Piteccio del 28/4/1944- B-26 in azione

## Industrie
Lungo la valle dell'Ombrone pistoiese, nei pressi di Piteccio, esistevano 2 importanti cartiere  della proprietà Carrara che un tempo si avvalevano delle acque del fiume quale forza motrice.,oggi purtroppo chiuse